# Episodi di Life Bites - Pillole di vita (settima stagione)
La settima stagione di Life Bites viene trasmessa su Disney Channel dal 20 maggio 2013.
| nº | Titolo                    | Prima TV Italia |
| -- | ------------------------- | --------------- |
| 1  | Preparativi               | 20 maggio 2013  |
| 2  | Lezione di Bowling        | 20 maggio 2013  |
| 3  | Horror                    | 21 maggio 2013  |
| 4  | La fidanzata di Scintilla | 21 maggio 2013  |
| 5  | Il sogno di Teo           | 22 maggio 2013  |
| 6  | Innamorati                | 22 maggio 2013  |
| 7  | L'amica di mamma          | 23 maggio 2013  |
| 8  | Elezioni                  | 23 maggio 2013  |
| 9  | Infortunato               | 24 maggio 2013  |
| 10 | L'assicuratore            | 24 maggio 2013  |
| 11 | Foto di famiglia          | 27 maggio 2013  |
| 12 | L'ultimo tag              | 27 maggio 2013  |
| 13 | Maurizio                  | 28 maggio 2013  |
| 14 | Il piano di Pigi          | 28 maggio 2013  |
| 15 | La fine del mondo         | 29 maggio 2013  |
| 16 | Lo conosci Max?           | 29 maggio 2013  |
| 17 | L'esame delle medie       | 30 maggio 2013  |
| 18 | Scarpe                    | 30 maggio 2013  |
| 19 | Le app                    | 31 maggio 2013  |
| 20 | Il campione di nuoto      | 31 maggio 2013  |
| 21 | La festa di Molly         | 3 giugno 2013   |
| 22 | Il voto di Pigi           | 3 giugno 2013   |
| 23 | Quasi Chef                | 4 giugno 2013   |
| 24 | La festa dell'anno        | 4 giugno 2013   |
| 25 | La cugina di Gym          | 5 giugno 2013   |
| 26 | Talent scout              | 5 giugno 2013   |
| 27 | Il corso della zia        | 6 giugno 2013   |
| 28 | Pillole di vita           | 6 giugno 2013   |
| 29 | Life Bites Stories        | 7 giugno 2013   |

## Horror
Mentre Papà e Mamma sono via durante un temporale, Teo decide con Pigi e Gym di vedersi un film horror. I tre però non si accorgono che il padre è rientrato in casa per andare in bagno e credono spaventati che sia entrato uno sconosciuto in casa. Alla fine, dopo che Teo e i suoi amici hanno capito che non vi era alcun intruso, Mamma e Papà si vedono il film horror, ma Papà è molto spaventato.

## Il sogno di Teo
Poiché non può ancora prendere la patente per la macchina, Teo inizia a sognare di riuscire ad avere da Pigi e Gim una macchina nuova e la guida senza patente. Subito arrivano dei poliziotti (interpretati dal personal trainer e Scintilla) che lo arrestano. Teo si sveglia e si ritrova il personal trainer e Scintilla vestiti dagli stessi poliziotti andare con mamma e papà vestiti da carcerati ad una festa in maschera. 

## Maurizio
Dopo essere stata sgridata da Mamma per non aver ripulito la casa, la famiglia compra un robot per le pulizie di nome Maurizio, ma quest'ultimo alla fine impazzisce e obbliga tutti a rimanere in casa a ripulire, mentre guarda la TV. Papà tenta di scacciarlo, ma non ci riesce.

## La fine del mondo
Giulia sente alla televisione con Sissi e Carmen che, secondo il calendario di un'antica civiltà, la fine del mondo è vicina proprio nel pomeriggio. Inizialmente le ragazze non credono all'assurdità, ma poi vedono nevicare fuori(in realtà perché è inverno) e scoprono che vi sono dei problemi di elettricità (in realtà è solo un problema di corrente della casa). Così le tre amiche decidono di fare le cose che avrebbero voluto compiere in vita, per esempio Giulia chiama a Gim dicendogli:"Ti amo!" e subito questi inizia ad arrivare a casa sua. Alla fine non vi è nessuna fine del mondo, così Giulia aspetta Gim per finalmente parlare della loro relazione, ma il giovane arriva con degli sci poiché aveva capito al telefono "Sciamo!". Giulia tenta poi di richiamarlo parlandogli dell'amore che prova per lui, ma per errore telefona a Pigi che corre subito verso di lei. 

## La festa dell'anno
Giulia deve andare ad una festa importantissima con Carmen e Sissi ed inizia ad evitare di ammalarsi mettendo con l'esagerazione i genitori in crisi con lei stessa. Alla fine Sissi e Carmen finiranno erroneamente per sbatterle la porta in faccia con il tentativo di entrare facendole un occhio nero.

## Pillole di vita
Molly non riesce a fare i compiti a causa dei continui litigi tra Papà e Teo, così decide di vendicarsi registrandoli e facendoli deridere su Internet. Papà e Teo decidono allora di smetterla per non far sì che Molly li registrasse ancora, ma quest'ultima tenta di tutto per farli arrabbiare e alla fine ci riesce e li registra.
- Nota= Nell'episodio Molly decide di creare una sitcom per i video da lei registrati e decide di chiamarla "Pillole di vita", chiaro riferimento alla serie in cui appare con i familiari.

## Life Bites Stories
In questo episodio, l'episodio numero 29 della settima stagione, vengono raccontati gli aneddoti di famiglia. È l'ultimo episodio della serie e ha la durata complessiva di 12 minuti, raddoppiata rispetto ai soliti 6 minuti.